# Zbigniew Kulczycki
Zbigniew Mieczysław Kulczycki (ur. 9 października 1916 w Krakowie, zm. 4 marca 1982 w Warszawie) – polski historyk, polityk, działacz PPR, a następnie PZPR, starosta powiatu kłodzkiego w latach 1947–1948.

## Życiorys
Urodził się w 1916 roku w Krakowie, gdzie spędził dzieciństwo i młodość. Po ukończeniu szkoły średniej studiował historię na Uniwersytecie Jagiellońskim, gdzie uzyskał magisterium. W 1934 roku jako miłośnik gór wstąpił do Polskiego Towarzystwa Tatrzańskiego; w latach 1942–1944 kierownik sklepu Spółdzielni Owocowo-Warzywnej w Koprzywnicy; działał w ruchu oporu i wstąpił do Polskiej Partii Robotniczej.
Po zakończeniu II wojny światowej osiedlił się w Kłodzku, gdzie należał do ścisłego kierownictwa miejscowego komitetu PPR. Opowiadał się za zjednoczeniem tej partii z Polską Partią Socjalistyczną. 26 kwietnia 1947 został wybrany starostą powiatu kłodzkiego (po odwołaniu Wiktora Frączaka). Funkcję tę sprawował do 31 sierpnia 1948. Był inicjatorem rozpoczęcia polskich badań nad przeszłością ziemi kłodzkiej, których celem była integracja nowej ludności z ziemią kłodzką. W listopadzie 1947 był jednym ze współtwórców Towarzystwa Miłośników Ziemi Kłodzkiej i jego pierwszym prezesem. Poza tym był współzałożycielem Oddziału PTT w Kłodzku.
W 1949 roku przeprowadził się do Wrocławia, gdzie objął funkcję wicewojewody wrocławskiego, a następnie przewodniczącego Komitetu ds Turystyki. W latach 1954–1960 wchodził w skład Zarządu Głównego Polskiego Towarzystwa Turystyczno-Krajoznawczego. Od 1972 był jego członkiem honorowym. Działał także w Towarzystwie „Polonia”. Ponadto pracował w aparacie partyjnym.
Od lat 50. XX wieku wziął aktywny udział w zorganizowaniu w Opolu Wyższej Szkoły Pedagogicznej, gdzie był jednym z wykładowców. Na tej uczelni uzyskał w 1968 stopień naukowy doktora nauk humanistycznych w zakresie historii. Był autorem wielu opracowań o turystyce, w tym między innymi Zarysu historii turystyki w Polsce, wydanej w 1969. Zmarł w 1982 w Warszawie.

## Odznaczenie
- Krzyż Kawalerski Orderu Odrodzenia Polski (1946)[12]